# 霍德
霍德爵士，KBE，LVO（英語：Sir David Robert Ford，1935年2月22日—2017年9月10日），英國殖民地官員及軍人，曾任英屬香港布政司、銓敘司、房屋司等職。他是最後一位非華裔人士出任布政司一職。他在1989年主理在赤鱲角發展新機場事宜。他曾於末代港督彭定康履新前短暫署任港督一職。

## 簡歷

### 早年軍旅生涯
霍德早年在湯頓的學校受教，在1953年加入軍隊，於1955年獲皇家砲兵隊僱請到馬爾他駐守至1958年，並在同年晉升為陸軍中尉，返回英國。霍德在1962年獲陸軍上尉軍階，加入突擊軍團，先後於1964年和1966年在婆羅洲和亞丁服役。在1967年，霍德入讀巴基斯坦的奎達陸軍學院，隨後獲香港政府取用。

### 公職生涯
霍德在1972年以陸軍少校的身分從軍隊退役，並出任香港政府新聞處副處長，其後又在1974年升任處長。在1976年，霍德在布政司署出任新開設的副新聞司，負責統籌民政署、香港電台及政府新聞處等政府公共關係事務，該等事務前由民政科及政府新聞處負責。自1977年至1979年，霍德曾被調任回英國，出任北愛爾蘭辦公室次官。自1979年至1980年，霍德返港出任新聞司。旋於1980年至1981年到倫敦出任香港政府駐英專員。
自此以後，霍德在1983年至1984年出任房屋署署長，1985年改任房屋司，1985年至1986年出任銓敘司，1986年至1987年署任布政司，最終在1987年至1993年正式出任布政司，任內主理在赤鱲角興建新機場。另外，立法局在1990年通過了《香港人權法案》，當時有議員希望連帶制定《資訊自由法》，但被霍德所拒絕。在1992年7月的時候，霍德曾在彭定康履新前署任港督一職。霍德卸任後在1994年至1997年獲委任香港政府駐倫敦經濟貿易辦事處的駐英專員，任滿後退休。
霍德退休後，居於英國德文郡的牧場，並時常往返於倫敦和香港之間。他的興趣包括潛水、網球、攝影、釣魚和戲劇。

### 軍情六處
坊間一直有不少報導，指霍德出身自軍情六處，當年供職新聞處是為了指揮警察政治部，方便取得中國大陸情報，而調任倫敦的北愛爾蘭辦公室更是在其政治及新聞策略部工作。因此左派人士一向對霍德比較敏感。
在2003年七一遊行前夕，霍德從英國返港，當時曾引起政界人士的不少揣測。另外，亦有不少傳聞指，霍德其實是陳方安生的政治「軍師」，兩人亦有秘密會面。在2006年12月7日，有報導指，電訊盈科主席李澤楷出售股權給投资银行家梁伯韬一事，背後其實是由任職電訊盈科非執行董事的霍德擔任「軍師」，而李澤楷在2002年5月委任霍德出任電盈一類敏感企業的董事，亦為部份人所質疑。2008年12月30日，電訊盈科計劃調高私有化價格，由原來每股4.2元，提高至4.5元，霍德以股東特別大會主席身份主持會議。
霍德被指在香港出任高官期間收受地產商巨大利益，但外界未能提出他有收受利益或賄款真憑實據；而把大嶼山狗嶺涌平房佔用及闢作別墅，更備受外界批評。

### 逝世
霍德爵士於2017年9月10日在英國倫敦皇家布朗普頓醫院去世，享年82歲。

## 家庭
霍德曾兩次結婚，他首先在1958年與Elspbeth Anne Muckert結婚，兩人育有兩子兩女，但最終在1987年離異。離婚後，霍德在同年與現任妻子Gillian Petersen結婚，兩人並沒有任何子女。
第二任霍德爵士夫人曾在1989年11月贊助成立香港中文大學兒童癌病基金，該基金為中大的教學醫院威爾斯親王醫院的兒童患者服務。霍德爵士夫人一直贊助至1993年12月離港為止，此後贊助人由陳方安生出任 。

## 榮譽
- L.V.O. 皇家維多利亞勳章（1975年）
- 大英帝國勳章 O.B.E. （1976年）
- 大英帝國勳章 K.B.E. （1988年）
- 環保團體 Council for the Protection of Rural England 會長 （1999年—2003年）

## 評價
- 接替霍德出任布政司的陳方安生讚揚他對香港九七平穩過渡、推動興建赤鱲角新機場作出卓越貢獻，並形容他關心及提攜後輩[11]。
- 前港督衛奕信讚揚霍德任內致力推動興建赤鱲角新機場以及發展高等教育，形容他是出色的香港公僕，並對香港產生深遠影響，對他離世感到非常難過[14]。
- 林鄭月娥讚揚霍德在殖民地政府出任布政司期間，帶領公務員隊伍盡心服務香港，貢獻良多[14]。
- 曾蔭權讚揚霍德在位時的政治技巧無人能及，高度評價他的貢獻和領導公務員的專業精神[14][15]。
- 曾與他共事的葉劉淑儀評價霍德當年的作風較英式，崇尚英式文化，不太親民，推動公務員本地化「有點慢」[11]。霍德有份輔助港督衛奕信處理赤鱲角新機場興建計劃和居英權問題使她印象深刻[16]。
- 前立法會議員陳偉業形容霍德是典型「鷹派」人物，態度和語氣都比衛奕信強硬。不過他憶述霍德是一個願意聽取民意的高官，在興建青馬大橋時港府在投標商選擇上引起社會爭議，霍德答允於閉門會議披露更多機密資料，反映他尊重民意及知情權[16]。

## 外部連結
- CPRE新聞發報

| 官衔                | 官衔                                    | 官衔              |
| ------------------- | --------------------------------------- | ----------------- |
| 前任者： 鍾逸傑爵士 | 布政司 1986年－1993年                   | 繼任者： 陳方安生 |
| 前任者： 羅能士     | 銓敘司 1985年－1986年                   | 繼任者： 高禮和   |
| 前任者： 廖本懷     | 房屋司 1985年                           | 繼任者： 杜迪     |
| 新頭銜              | 新聞司 1979年－1980年                   | 繼任者： 施恪     |
| 政府职务            |                                         |                   |
| 前任者： 衛綸書     | 房屋署署長 1983年－1984年               | 繼任者： 彭玉陵   |
| 前任者： 黎敦義     | 香港政府駐倫敦辦事處專員 1980年－1981年 | 繼任者： 姬達爵士 |
| 新頭銜              | 副新聞司 1976年                         | 繼任者： 屈珩     |
| 前任者： 華德       | 政府新聞處處長 1972年－1976年           | 繼任者： 黎明     |